# Chelín tanzano
El chelín tanzano (del suajili: shilingi ya Tanzania) (en inglés Tanzanian shilling) es la moneda actual de Tanzania. Su código ISO 4217 es TZS y se suele abreviar Tsh. Tradicionalmente se ha subdividido en 100 céntimos (senti/cents), aunque actualmente, a causa del bajo valor de la moneda, la fracción ya no se utiliza.
Se adoptó en 1966 en sustitución del chelín de África Oriental en términos paritarios (1=1), moneda que introdujeron los británicos en 1921, durante la época colonial.

## Billetes
El Banco de Tanzania (Benki Kuu ya Tanzania) actualmente emite billetes con valores de 500, 1.000, 2.000, 5.000 y 10.000 chelines. 
|  |  | 500/= (Shilingi Mia Tano)      | 130 × 63 mm | Verde        | Sheikh Abeid Amani Karume | Universidad de Dar es-Salam                           | Jirafa | 2011 |
|  |  | 1000/= (Shilingi Elfu Moja)    | 135 × 66 mm | Azul Violeta | Julius Nyerere            | State House (Tanzania), Dar es Salaam                 | Jirafa | 2011 |
|  |  | 2000/= (Shillingi Elfu Mbili)  | 140 × 69 mm | Naranja      | Leon, Monte Kilimanjaro   | Old Fort, Stone Town, Zanzíbar                        | Jirafa | 2011 |
|  |  | 5000/= (Shillingi Elfu Tano)   | 145 × 72 mm | Morado       | Rinoceronte negro         | Mina de oro Geita y la Casa de Maravillas en Zanzíbar | Jirafa | 2011 |
|  |  | 10 000/= (Shillingi Elfu Kumi) | 150 × 75 mm | Rosa         | Elefante                  | Sede del Banco de Tanzania en Dar es Salaam           | Jirafa | 2011 |

## Monedas

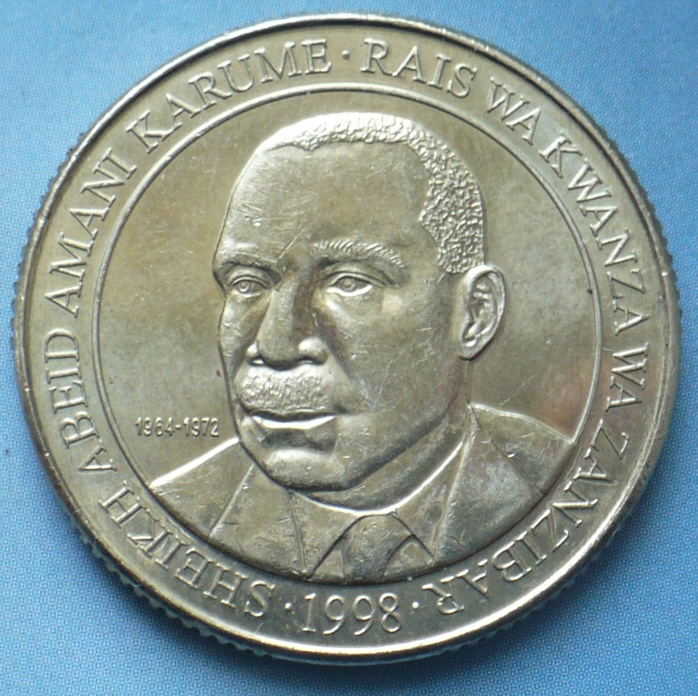
200 chelines

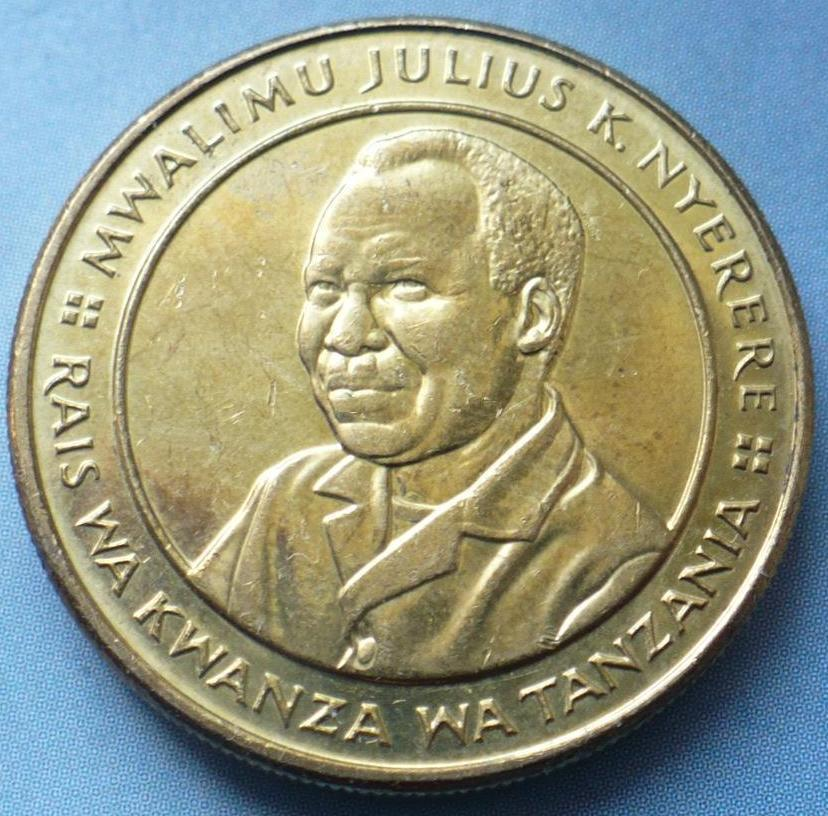
100 chelines

Las monedas fueron introducidas en 1966 en valores de 5, 20 y 50 senti así como de 1 chelín, en 1972 se introdujo la moneda de 5 chelines y en 1977 la moneda lobulada de 10 senti. Más tarde, debido a la inflación, aparecen monedas con valores de 10 y 20 chelines y tiempo después son acuñadas las monedas que actualmente circulan, es decir, las de 50, 100 y 200 chelines. En el año 2014 se ha puesto en circulación una nueva moneda de 500 chelines.
Aunque las monedas de 5, 10, 20, 50 céntimos, 1, 5, 10 y 20 chelines oficialmente no han sido retiradas de la circulación, en la práctica no se utilizan.
En la tabla que se muestra a continuación se especifican las principales características de las monedas que se encuentran actualmente en circulación legal en Tanzania:
| Denominación | Circula desde | Metal              | Forma       | Anverso                                       | Reverso                                                                   | Canto       |
| ------------ | ------------- | ------------------ | ----------- | --------------------------------------------- | ------------------------------------------------------------------------- | ----------- |
| 500 chelines | 2014          | Níquel sobre Acero | Circular    | Búfalo cafre y facial                         | Sheikh Abeid Amani Karume y año                                           | Estriado    |
| 200 chelines | 1998          | Latón              | Circular    | Leones y facial                               | Sheikh Abeid Amani Karume y año                                           | Discontinuo |
| 100 chelines | 1994          | Latón sobre Acero  | Circular    | Impalas, facial y año                         | Julius Nyerere                                                            | Estriado    |
| 50 chelines  | 1996          | Latón sobre Acero  | Heptagonal  | Rinoceronte negro con cría y facial           | Ali Hassan Mwinyi y año                                                   | Liso        |
| En desuso:   |               |                    |             |                                               |                                                                           |             |
| 20 chelines  | 1990          | Níquel sobre Acero | Heptagonal  | Elefante africano de sabana con cría y facial | Ali Hassan Mwinyi, flores y año                                           | Liso        |
| 10 chelines  | 1990          | Cupro-Níquel       | Circular    | Escudo de Tanzania, año y facial              | Julius Nyerere                                                            | Estriado    |
| 5 chelines   | 1987          | Cupro-Níquel       | Decagonal   | Recursos agrícolas y facial                   | Ali Hassan Mwinyi, flores y año                                           | Discontinuo |
| 1 chelín     | 1966          | Cupro-Níquel       | Circular    | Mano sosteniendo una antorcha y facial        | Julius Nyerere (1966-1984) o Ali Hassan Mwinyi (desde 1987), flores y año | Estriado    |
| 50 senti     | 1966          | Cupro-Níquel       | Circular    | Liebre y facial                               | Julius Nyerere (1966-1984) o Ali Hassan Mwinyi (desde 1988), flores y año | Estriado    |
| 20 senti     | 1966          | Níquel-Latón       | Circular    | Avestruz y facial                             | Julius Nyerere, flores y año                                              | Liso        |
| 10 senti     | 1977          | Níquel-Latón       | Lobulada    | Cebra común y facial                          | Julius Nyerere, flores y año                                              | Liso        |
| 5 senti      | 1966          | Bronce             | Dodecagonal | Pez vela del Pacífico y facial                | Julius Nyerere, flores y año                                              | Liso        |